# Scoresby (del av en befolkad plats)
Scoresby är en del av en befolkad plats i Australien. Den ligger i kommunen Knox och delstaten Victoria, omkring 26 kilometer öster om delstatshuvudstaden Melbourne. Antalet invånare är 5 892.
Runt Scoresby är det tätbefolkat, med 819 invånare per kvadratkilometer.. Närmaste större samhälle är Rowville, nära Scoresby.
Runt Scoresby är det i huvudsak tätbebyggt. Genomsnittlig årsnederbörd är 1 244 millimeter. Den regnigaste månaden är juli, med i genomsnitt 140 mm nederbörd, och den torraste är januari, med 49 mm nederbörd.